# Lliga Asobal 2024-2025
La Lliga Plenitude Asobal 2024-25 és la trenta-cinquena edició de la competició. Se celebra des del 13 de setembre de 2024 fins al 31 de maig de 2025 i és organitzada per l'Associació de Clubs d'Handbol (Asobal). Hi competeixen setze equips, tres de l'àmbit catalanoparlant, el FC Barcelona, el KH-7 BM Granollers i el BM Benidorm. Es disputa en format de lliga regular a doble volta, amb un total de trenta jornades. La competició és retransmesa íntegrament per LaLiga+ i parcialment per Teledeporte i Esport3.

## Clubs participants
- Abanca Ademar León
- Helvetia Anaitasuna
- Tubos Aranda Villa de Aranda
- FC Barcelona
- Servigroup Hoteles Benidorm
- Bidasoa Irún
- Frigoríficos del Morrazo
- Rebi Balonmano Cuenca
- Fraikin BM Granollers
- Impulse BM Guadalajara
- Bada Huesca
- BM Logroño La Rioja
- Viveros Herol BM Nava
- Ángel Ximénez-Puente Genil
- Bathco BM. Torrelavega
- Recoletas Atlético Valladolid

## Taula de resultats
| Casa \ Fora                   | ADE   | ANA   | ARA   | ATV   | BAR   | BEN   | BID   | CNG   | CQN   | GRA   | GUA   | HCA   | LOG   | NAV   | PGE   | TLV   |
| ----------------------------- | ----- | ----- | ----- | ----- | ----- | ----- | ----- | ----- | ----- | ----- | ----- | ----- | ----- | ----- | ----- | ----- |
| Abanca Ademar León            | —     |       | 30–25 |       |       |       |       |       | 33–32 |       |       | 23–25 |       |       |       | 28–35 |
| Helvetia Anaitasuna           |       | —     |       | 22–27 |       |       |       |       |       | 28–29 |       |       |       | 28–27 | 27–25 |       |
| Tubos Aranda Villa de Aranda  |       |       | —     |       |       |       | 26–26 |       |       | 31–36 |       |       |       | 31–34 |       | 31–36 |
| Recoletas Atlético Valladolid |       |       |       | —     |       | 27–24 |       | 34–34 |       |       | 30–26 |       | 40–40 |       |       |       |
| FC Barcelona                  |       |       |       |       | —     |       |       | 45–38 |       |       | 49–33 | 39–30 |       |       |       |       |
| Servigroup Hoteles Benidorm   |       | 26–26 |       |       |       | —     |       |       |       |       | 33–28 |       | 29–30 |       |       |       |
| Bidasoa Irún                  | 22–27 |       |       |       | 30–36 |       | —     | 30–24 | 28–27 |       |       | 35–30 |       |       |       |       |
| Frigoríficos del Morrazo      | 21–22 |       | 27–24 |       |       |       |       | —     |       |       |       | 38–29 | 29–30 |       |       |       |
| Rebi Balonmano Cuenca         |       | 31–30 |       | 30–30 |       | 29–32 |       |       | —     | 38–35 |       | 35–34 |       |       |       |       |
| Fraikin BM Granollers         |       |       |       | 42–36 | 27–31 | 37–31 |       |       |       | —     |       |       |       |       | 32–32 |       |
| Impulse BM Guadalajara        |       | 32–29 | 34–35 |       |       |       |       |       |       |       | —     | 29–29 | 22–32 |       |       |       |
| Bada Huesca                   |       |       |       |       |       |       |       |       |       |       |       | —     |       | 30–33 |       | 29–30 |
| BM Logroño La Rioja           |       | 32–28 |       |       |       |       |       |       |       | 38–42 |       |       | —     | 30–31 |       | 26–28 |
| Viveros Herol BM Nava         |       |       |       | 38–33 | 29–43 |       | 37–33 |       |       |       |       |       |       | —     | 32–32 |       |
| Ángel Ximénez Puente Genil    | 29–31 |       |       |       |       | 32–31 |       | 35–34 |       |       | 28–31 |       |       |       | —     |       |
| Bathco BM Torrelavega         |       |       |       |       | 26–41 |       | 30–34 |       | 28–25 |       |       |       |       |       | 29–26 | —     |

## Classificació
| Pos | Equip                         | PJ | PG | PE | PP | GF  | GC  | DG  | Pts | Classificació o descens                       |
| --- | ----------------------------- | -- | -- | -- | -- | --- | --- | --- | --- | --------------------------------------------- |
| 1   | FC Barcelona                  | 7  | 7  | 0  | 0  | 284 | 213 | +71 | 14  | Classificat per la Lliga de Campions de l'EHF |
| 2   | Bathco BM. Torrelavega        | 8  | 6  | 0  | 2  | 242 | 240 | +2  | 12  | Classificats per la Lliga Europea de l'EHF    |
| 3   | Fraikin BM Granollers         | 8  | 5  | 1  | 2  | 280 | 265 | +15 | 11  | Classificats per la Lliga Europea de l'EHF    |
| 4   | Viveros Herol BM Nava         | 8  | 5  | 1  | 2  | 261 | 260 | +1  | 11  | Classificats per la Lliga Europea de l'EHF    |
| 5   | Abanca Ademar León            | 7  | 5  | 0  | 2  | 194 | 189 | +5  | 10  |                                               |
| 6   | BM Logroño La Rioja           | 8  | 4  | 1  | 3  | 258 | 249 | +9  | 9   |                                               |
| 7   | Bidasoa Irún                  | 8  | 4  | 1  | 3  | 238 | 237 | +1  | 9   |                                               |
| 8   | Recoletas Atlético Valladolid | 8  | 3  | 3  | 2  | 257 | 256 | +1  | 9   |                                               |
| 9   | Rebi Balonmano Cuenca         | 8  | 3  | 1  | 4  | 247 | 250 | −3  | 7   |                                               |
| 10  | Ángel Ximénez-Puente Genil    | 8  | 2  | 2  | 4  | 239 | 247 | −8  | 6   |                                               |
| 11  | Servigroup Hoteles Benidorm   | 7  | 2  | 1  | 4  | 206 | 209 | −3  | 5   |                                               |
| 12  | Frigoríficos del Morrazo      | 8  | 2  | 1  | 5  | 245 | 249 | −4  | 5   |                                               |
| 13  | Helvetia Anaitasuna           | 8  | 2  | 1  | 5  | 218 | 229 | −11 | 5   |                                               |
| 14  | Impulse BM Guadalajara        | 8  | 2  | 1  | 5  | 235 | 265 | −30 | 5   |                                               |
| 15  | Tubos Aranda Villa de Aranda  | 7  | 1  | 1  | 5  | 203 | 223 | −20 | 3   | Descendeixen a Divisió d'Honor Plata          |
| 16  | Bada Huesca                   | 8  | 1  | 1  | 6  | 236 | 262 | −26 | 3   | Descendeixen a Divisió d'Honor Plata          |